# Campo Real
Campo Real ist eine zentralspanische Gemeinde (municipio) mit 6.802 Einwohnern (Stand: 2024) im Süden der Autonomen Gemeinschaft Madrid.

## Lage
Campo Real liegt im Süden der Gemeinschaft Madrid. Sie grenzt an Arganda del Rey, Loeches, Perales de Tajuña, Pozuelo del Rey und Valdilecha.

## Geschichte
Die Siedlung wurde zuerst als Aldea Campo aufgezeichnet, während der maurischen Zeit war sie als Campo de Almoacid bekannt. Ihren heutigen Namen („königliches Feld“) erhielt sie 1580 von Philipp II. von Spanien.

## Bevölkerungsentwicklung
| 1842 | 1900 | 1950 | 1981 | 1991 | 2001 | 2011 |
| ---- | ---- | ---- | ---- | ---- | ---- | ---- |
| 1825 | 1468 | 1664 | 2025 | 2135 | 2993 | 5628 |